# Rambleras
Rambleras es una película uruguayo-argentina de 2013. Es una comedia dirigida por Daniela Speranza y protagonizada por Vicky Rodríguez Cartagena, María Elena Pérez, Adriana Aizenberg y Eduardo Migliónico.

## Sinopsis
Patricia, Jacqueline y Ofelia viven en Montevideo. Están solas pero por momentos no, y tendrán que vérselas con el amor que no llega a ser y con el que se debilita. Con encontrarse a sí mismas y con el vacío que deja la pérdida. Pero lejos de derrumbarse, se animarán a seguir adelante.
Rambleras es un entramado de tres historias bien montevideanas: las de Patricia, una chica treintañera, soltera y en busca del amor; Jacqueline, jefa y amiga de Patricia, quien está en un momento problemático en la relación con su marido, Juan Carlos; y Ofelia, que debe acoger a Patricia en su habitación con el poco entusiasmo de esta. Tres mujeres distintas y, aun así, con aspectos en común, que deben tomar una decisión con sus vidas para encontrarles sentido.

## Protagonistas
- Vicky Rodríguez Cartagena (Patricia)
- María Elena Pérez (Jacqueline)
- Adriana Aizenberg (Ofelia)
- Eduardo Migliónico (Juan Carlos)
- Ana Rosa (Nelly)
- Mario Erramuspe (Guille)
- Nicolás Pauls (Gustavo)
- Adhemar Rubbo (anciano en el cementerio)